# Centrum für angewandte Politikforschung
Das Centrum für angewandte Politikforschung (CAP) ist ein Institut für Politikberatung zu europäischen und internationalen Fragen am Lehrstuhl für Politische Systeme und Europäische Einigung des Geschwister-Scholl-Instituts für Politikwissenschaft der Ludwig-Maximilians-Universität München.
Es wurde 1995 gegründet und wird von seinem Gründer Werner Weidenfeld als ein Dach praxisorientierter Drittmittelforschung benannt und liefert Entwürfe zu EU-Reformen, sicherheitspolitische Analysen und Erziehungsmodelle zur Toleranz. Hauptarbeitsgebiet ist im weitesten Sinne die Europäische Einigung, die über die 1999 am CAP gegründete Bertelsmann Forschungsgruppe Politik von der Bertelsmann Stiftung finanziert wurde. Dabei werden die Themen Sicherheit, Naher Osten, transatlantische Beziehungen, Osterweiterung u. a. einbezogen.
Im Sommer 2007 geriet Weidenfeld in einen Spesenabrechnungsskandal, woraufhin die Bertelsmann Stiftung als Hauptgeldgeber bekannt gab, sich bis 2010 als Finanzierungspartner zurückzuziehen. Weiterhin verließ Vize-Chef Josef Janning das CAP.